# Platocera africana
Platocera africana är en insektsart som beskrevs av Frederick Arthur Godfrey Muir 1928. Platocera africana ingår i släktet Platocera och familjen Derbidae. Inga underarter finns listade i Catalogue of Life.